# Július Andráši
Július Andráši (ur. 23 marca 1925 w Koszycach, zm. 13 lipca 1995 w Dolnym Smokowcu) – słowacki taternik, alpinista, ratownik górski i twórca literatury górskiej.
Július Andráši zaczął uprawiać taternictwo w 1946 roku. W 1949 roku zamieszkał w Starym Smokowcu. W 1950 roku zdobył uprawnienia przewodnika tatrzańskiego I klasy (najwyższej). W latach 1950–1962 pracował jako zawodowy ratownik górski, w tym 5 lat (1955–1960) jako naczelnik Tatrzańskiego Pogotowia Górskiego. Od roku 1962 przez kolejne cztery lata był pracownikiem obserwatorium na wierzchołku Łomnicy.
Od 1952 roku pisał artykuły na temat Tatr do najpoczytniejszych słowackich czasopism górskich, takich jak „Horolozec”, „Slovenska”, „Tatranské Noviny” czy „Vysoké Tatry”. Zajmował się także tworzeniem przewodników tatrzańskich. Napisał m.in. Tatranské vrcholy (pierwsze wydanie pochodzi z 1966 roku, Bratysława) i W Tatrach Słowackich (Warszawa i Bratysława, 1977 r.). Był współautorem przewodników Vysoké Tatry, výber horolezeckých výstupov (wraz z Witoldem Henrykiem Paryskim, 1974 r.) i Vysoké Tatry (wraz z Ivanem Bohušem, 1981 r.).

## Ważniejsze tatrzańskie osiągnięcia wspinaczkowe
- pierwsze przejście wschodniej ściany Zadniej Baszty,
- pierwsze przejście południowo-wschodniej ściany Małej Szarpanej Turni,
- pierwsze przejście południowo-zachodniej ściany Małego Gerlacha.